# Képviselőház (Barbados)
A Barbadosi Közgyűlés a barbadosi kétkamarás parlament alsóháza. 30 parlamenti képviselőből áll, akiket egyszerű többségi (vagy elsőbbségi) rendszer alapján választanak meg közvetlenül egyéni választókerületekben, ötéves mandátumra. A Közgyűlés évente körülbelül 40–45 napot ülésezik, és elnöke a házelnök.
A barbadosi parlament kamarája a Broad Streeten, Bridgetownban található középület keleti szárnyában található.

## Történelme
Barbados törvényhozásának kialakulása Henry Hawley kormányzó nevéhez fűződik, aki a 17. században létrehozta a sziget első kormányzati rendszerét. Ez az angol parlament mintáját követte, és egykamarás testületként működött. Kezdetben főként a gazdag ültetvényesek irányították, akik jelentős befolyással rendelkeztek a törvényhozásban.
A közgyűlés első ülése 1639. június 22-én zajlott le. Ez a testület a harmadik legrégebbi a teljes amerikai kontinensen – csak Virginia (1619) és Bermuda (1620) előzi meg időrendben. Emellett a barbadosi törvényhozás az egyik legkorábbi ilyen intézmény a Brit Nemzetközösség egészében is.

## Legutóbbi választások
Főcikk: 2022-es barbadosi választások
| Párt                             | Szavazatok | %     | Mandátumok |
| -------------------------------- | ---------- | ----- | ---------- |
| Barbadosi Munkáspárt             | 78,960     | 69.26 | 30         |
| Demokrata Munkáspárt             | 30,112     | 26.41 | 0          |
| Haladás Szövetsége               | 3,090      | 2.71  | 0          |
| Megoldás Párt Barbados           | 784        | 0.69  | 0          |
| Szabad Bajan Párt                | 191        | 0.17  | 0          |
| Új Barbadosi Királyság Szövetség | 122        | 0.11  | 0          |
| Barbadosi Szuverenitás Párt      | 120        | 0.11  | 0          |
| Függetlenek                      | 634        | 0.56  | 0          |
| Teljes                           | 114,013    | 100   | 30         |